# Traumatocrinus
Traumatocrinus es un género extinto de equinodermos de la clase Crinoidea, uno de los pocos miembros de este grupo que sobrevivió a la extinción masiva del Pérmico-Triásico, ocurrida hace unos 245 millones de años, en la que se extinguieron muchos miembros de esta clase y que en la actualidad posee muy pocos representantes (los lirios de mar son un ejemplo).
Eran animales marinos que vivían fijos en el sustrato. Se alimentaban de microorganismos y partículas orgánicas arrastradas por las corrientes, a los que atrapaban gracias a las finas extensiones de sus largos brazos.
- Datos: Q6152020
- Multimedia: Traumatocrinus / Q6152020